# Jorge de Sajonia (el Barbudo)
Jorge de Sajonia, apodado el Barbudo (Meissen, 27 de agosto de 1471-Dresde, 17 de abril de 1539), fue duque de Sajonia de la línea albertina.

## Biografía
Jorge el Barbudo era hijo de Alberto III de Sajonia-Meissen, el Valiente, y de su esposa, Sidonia de Podiebrad. Durante la ausencia de su padre en Frisia, Jorge lo reemplazó en numerosos cargos oficiales, ocupándose entre otros de los asuntos concernientes a la minería en los montes Metálicos..
Fue un decidido enemigo de las doctrinas de Jan Hus y de Martín Lutero (en 1523 ordenó el secuestro de imágenes de Lutero). Su máxima preferida fue «loado sea el nombre del Señor» y en su vida fue consecuente con la misma. A los 38 años, se casó con Bárbara Jagellón (1478-1534), hija del ya fallecido  Casimiro IV Jagellón, rey de Polonia. Al morir su esposa, se dejó crecer su barba en señal de duelo, de donde el origen de su sobrenombre «el Barbudo».
Tomó parte juntamente con Felipe I de Hesse en la batalla de Frankenhausen, derrotando a los campesinos liderados por Thomas Müntzer.
En los últimos años de su vida trató de buscar un sucesor católico, pensando que era la única manera de evitar la difusión de las ideas luteranas. Su hijo primogénito, Juan, era enfermizo y murió sin descendencia el 11 de enero de 1537. Su segundo hijo, Federico, padecía de demencia. Pese a ello, Jorge pensó que podría reinar asistido por un consejo. A comienzos de 1539, Federico fue casado con Isabel de Rochlitz, pero murió poco después sin descendientes. De acuerdo con las actas de 1499, el heredero del ducado era su hermano, el protestante Enrique. Jorge pensó en desheredarlo y dejar el ducado a Fernando, hermano de Carlos V, pero su muerte súbita el 17 de abril de 1539 le impidió llevar a cabo sus planes.[cita requerida] Por tales razones, el ducado de la Sajonia albertina fue finalmente heredado por su hermano, conocido luego como Enrique V de Sajonia-Meissen, apodado «el Piadoso», que entonces contaba con 66 años de edad.
Su nuera, Isabel de Rochlitz, implantó la Reforma protestante en los territorios vitalicios que le correspondieron por herencia.
Jorge de Sajonia fue caballero de la Orden del Toisón de Oro.

## Descendencia
Jorge y Bárbara tuvieron diez hijos:
1. Cristóbal (muerto joven)
2. Juan (24 de agosto de 1498 - 11 de enero de 1537), se casó con Isabel de Hesse.
3. Wolfgang (muerto joven)
4. Ana (muerta joven)
5. Cristóbal (muerto joven)
6. Inés (muerto joven)
7. Federico (15 de marzo de 1504 - 26 de febrero de 1539)
8. Cristina de Sajonia (25 de diciembre de 1505 - 15 de abril de 1549), casada con Felipe I de Hesse.
9. Magdalena (7 de marzo de 1507 - 25 de enero de 1534), casada con Joaquín II de Brandeburgo.
10. Margarita (muerta joven)